# Edmund Meusel
Edmund Meusel (* 31. März 1876 in Sonneberg; † 8. September 1960 in Coburg) war ein deutscher Bildhauer.

## Leben
Edmund Meusel wurde als Sohn eines Modelleurs in Sonneberg geboren. Dort besuchte er die Schule und studierte an der Sonneberger Industrieschule bei Professor Reinhard Möller in der Technischen Akademie für Porzellan. Nach einigen Jahren Tätigkeit in Porzellanfabriken kam er 1899 nach Coburg, wo er im Atelier G. Stellmacher arbeitete. 1905 ging Meusel nach Berlin-Friedenau und hatte dort ein eigenes Atelier. 1907 kehrte er nach Coburg zurück und wirkte als selbstständiger Bildhauer. Anfangs war er vor allem mit der Gestaltung von Kleinplastiken für die Porzellanindustrie beschäftigt. Mit der Übernahme des Ateliers von August Sommer, das im östlichen Pavillon im Coburger Hofgarten war, wandte sich Meusel 1921 den Großplastiken zu.
In Sonneberg schuf er für den Umbau des AOK-Gebäudes 1926/27 Reliefs über dem Haupteingang und im Haupttreppenhaus. Auch den Rathausneubau von 1927/28 gestaltete er im Treppenhaus mit Kunststeinplastiken und Kunststeinreliefs.  In Coburg stammen unter anderem das Kriegerdenkmal für die Opfer des Ersten Weltkriegs auf dem Friedhof (1927), die Aktfigur einer Frau an der Mohrenbrücke (1928), das Lutherdenkmal auf der Veste (1930) und die Gedenktafel für Felix Draeseke am Haus Markt 9 (1935) von Meusel. Anfang der 1930er Jahre gehörte eine bronzene Hitlerbüste zu Meusels Werken. Nach dem Zweiten Weltkrieg war die Ausgestaltung von Kirchen in Oberfranken sein Arbeitsschwerpunkt. 1960 starb Meusel verarmt an Krebs in Coburg.

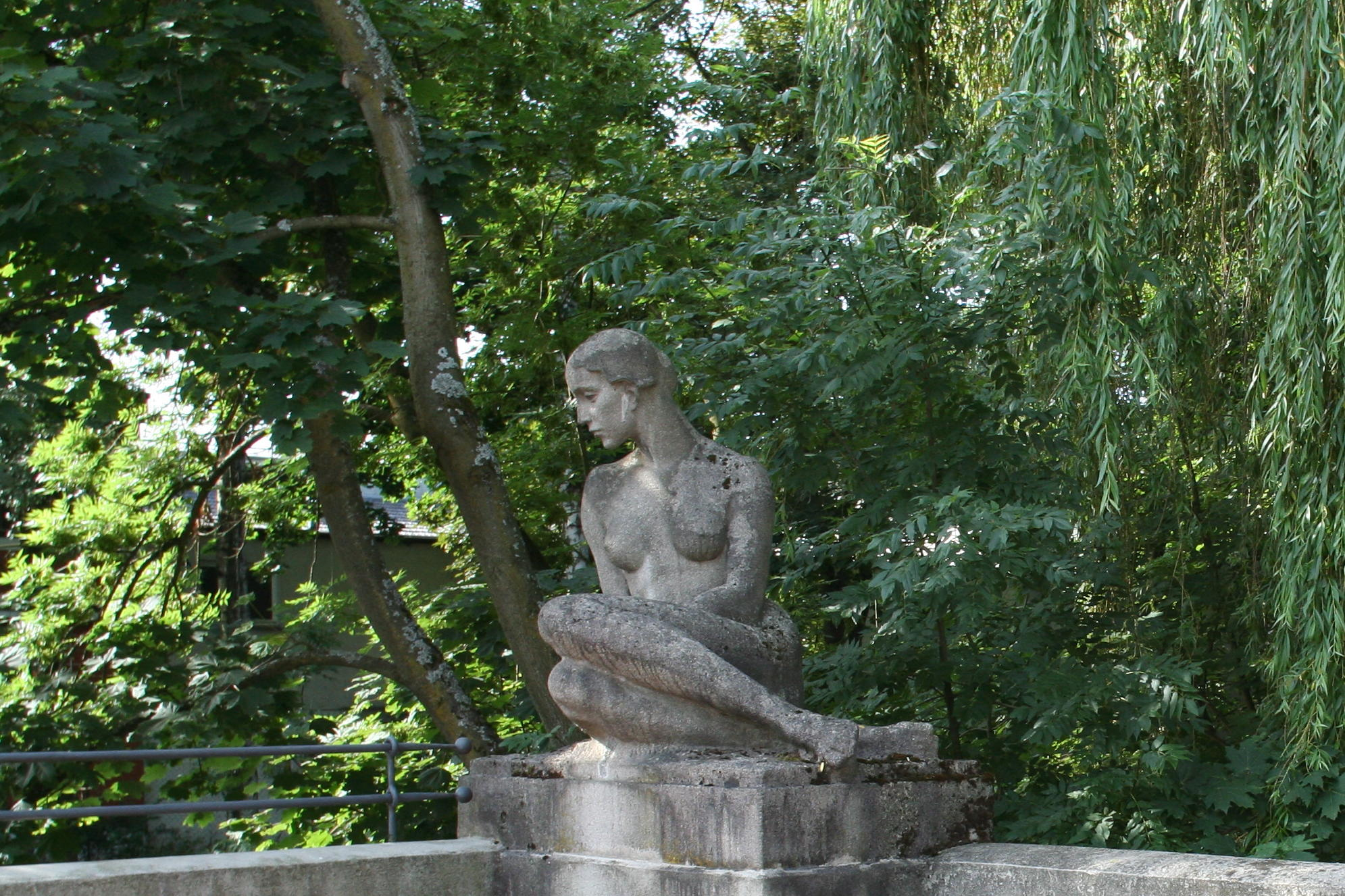
Brückenfigur in der Coburger Mohrenstraße
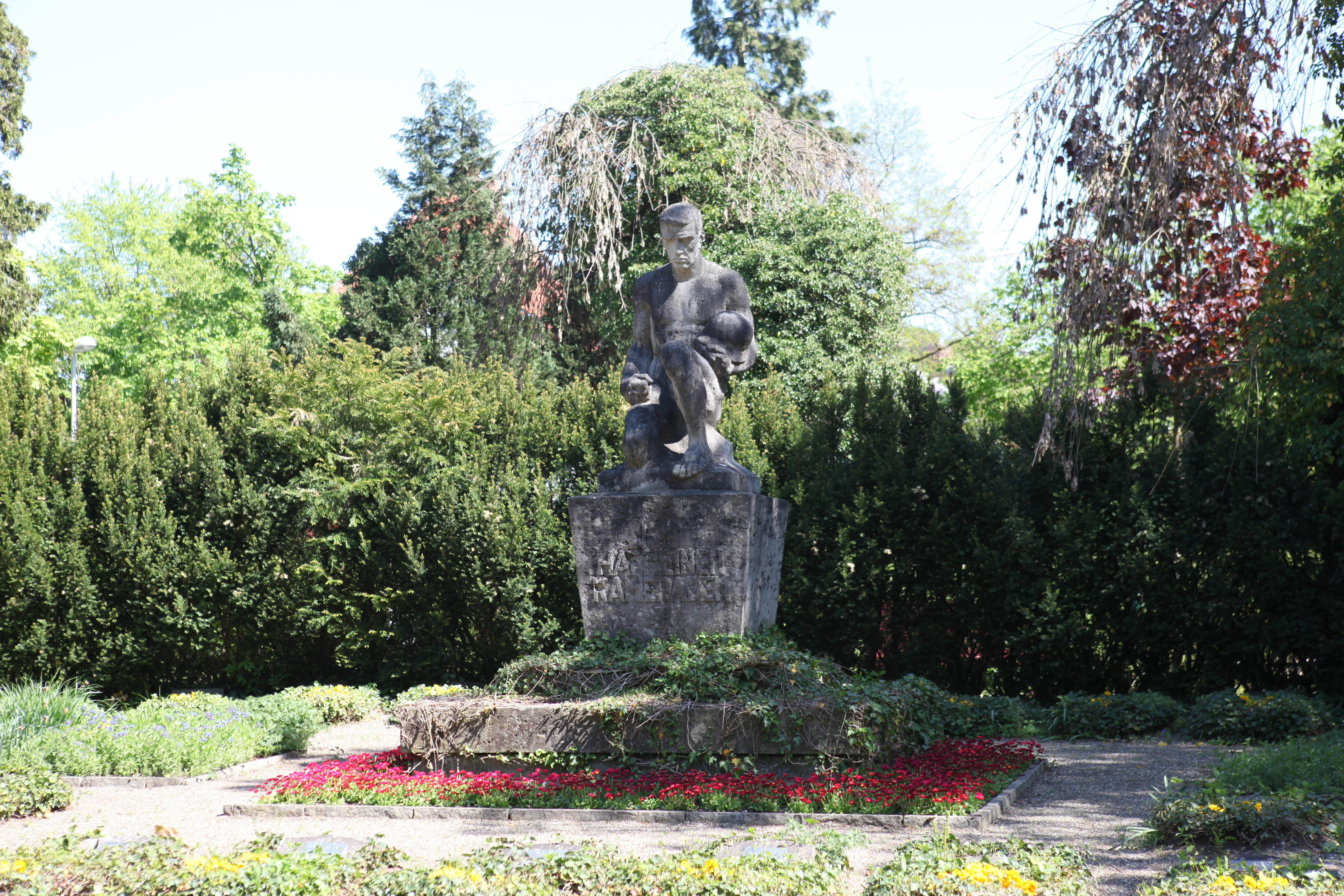
Kriegerdenkmal auf dem Coburger Friedhof
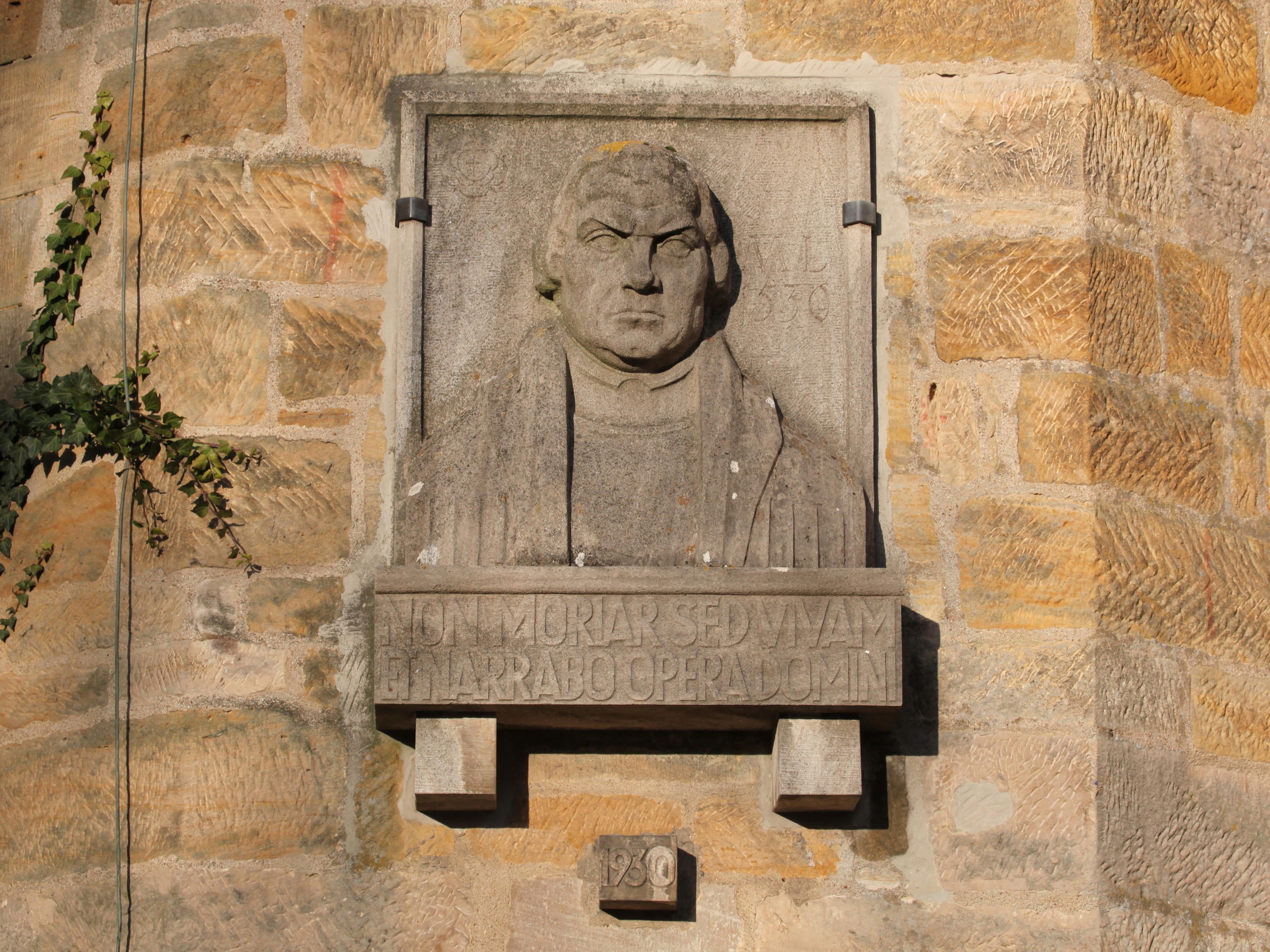
Lutherdenkmal auf der Veste Coburg